# Хешті-Джан
Хешті-Джан (перс. خشتيجان) — село в Ірані, у дегестані Гамзеглу, в Центральному бахші, шагрестані Хомейн остану Марказі. За даними перепису 2006 року, його населення становило 103 особи, що проживали у складі 32 сімей.

## Клімат
Середня річна температура становить 12,01°C, середня максимальна – 30,88°C, а середня мінімальна – -10,47°C. Середня річна кількість опадів – 223 мм.
| Клімат поселення                              | Клімат поселення | Клімат поселення | Клімат поселення | Клімат поселення | Клімат поселення | Клімат поселення | Клімат поселення | Клімат поселення | Клімат поселення | Клімат поселення | Клімат поселення | Клімат поселення | Клімат поселення |
| Показник                                      | Січ.             | Лют.             | Бер.             | Квіт.            | Трав.            | Черв.            | Лип.             | Серп.            | Вер.             | Жовт.            | Лист.            | Груд.            |                  |
| Середній максимум, °C                         | 8,17             | 10,21            | 13,95            | 19,54            | 24,02            | 30,88            | 30,61            | 29,94            | 26,28            | 20,12            | 13,20            | 7,89             |                  |
| Середня температура, °C                       | −1,15            | 0,88             | 4,62             | 10,23            | 14,69            | 21,55            | 24,80            | 24,14            | 20,48            | 14,32            | 7,42             | 2,10             |                  |
| Середній мінімум, °C                          | −10,47           | −8,44            | −4,7             | 0,90             | 5,36             | 12,24            | 19,00            | 18,34            | 14,69            | 8,54             | 1,62             | −3,7             |                  |
| Норма опадів, мм                              | 35               | 35               | 41               | 28               | 20               | 2                | 2                | 1                | 0                | 7                | 22               | 30               |                  |
| Середньомісячна швидкість вітру, м/с          | 1.37             | 1.92             | 2.63             | 2.84             | 2.66             | 2.40             | 2.37             | 2.18             | 2.08             | 2.04             | 1.93             | 1.21             |                  |
| Середньомісячна сонячна радіація, кДж/м²·день | 9640             | 12928            | 15441            | 18667            | 22523            | 26892            | 25895            | 24367            | 21478            | 16060            | 11341            | 9372             |                  |
| --------------------------------------------- | ---------------- | ---------------- | ---------------- | ---------------- | ---------------- | ---------------- | ---------------- | ---------------- | ---------------- | ---------------- | ---------------- | ---------------- | ---------------- |
| Джерело:                                      |                  |                  |                  |                  |                  |                  |                  |                  |                  |                  |                  |                  |                  |